# Hans Martin Esser

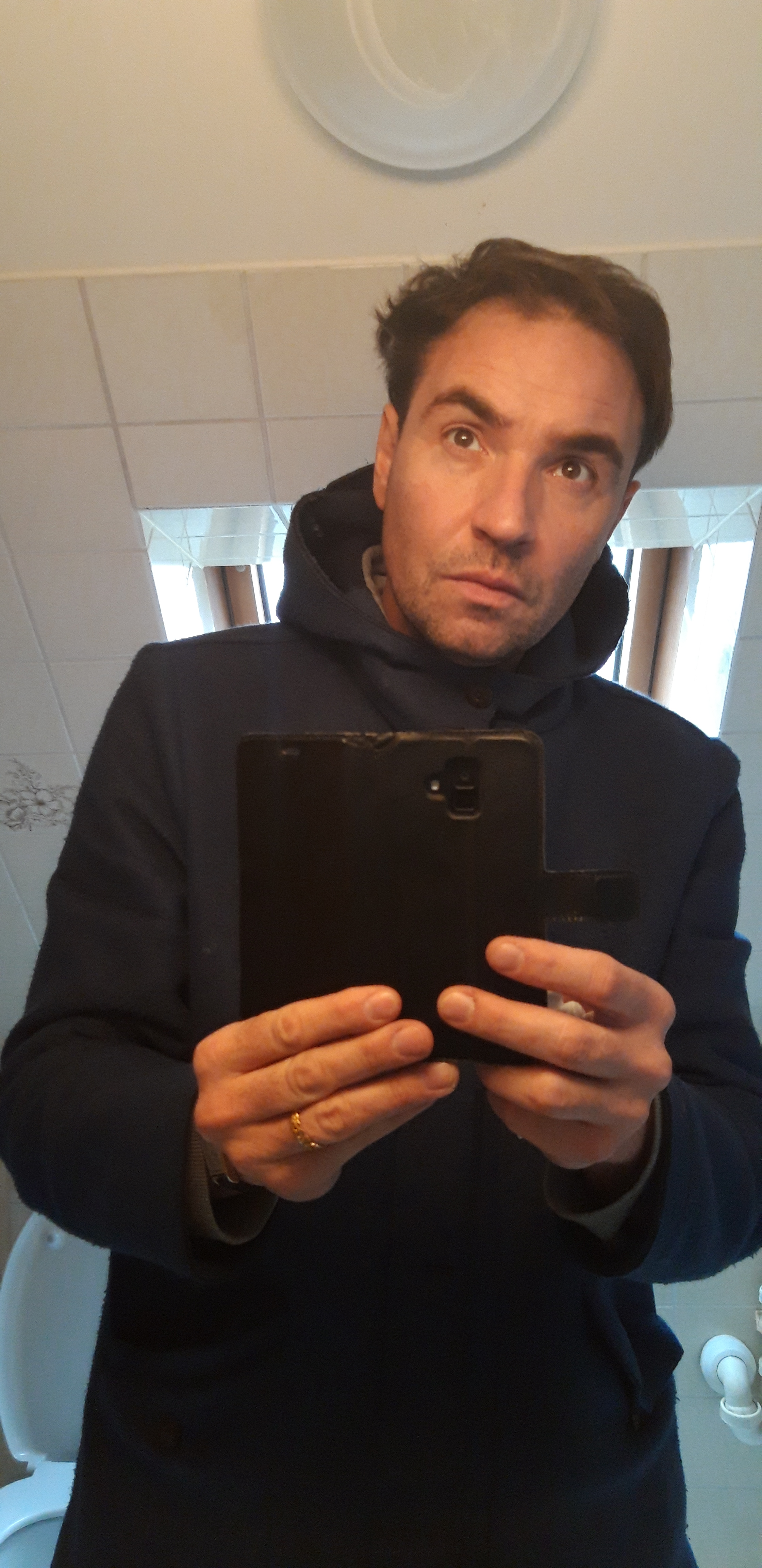
Hans Martin Esser, 2019

Hans Martin Esser (* 13. März 1978 in Arnsberg) ist ein deutscher Publizist und Essayist, vor allem im Bereich Wirtschaft, Philosophie und Kultur, der über die Themen Polemik und Normalität Phänomenologien verfasst hat.

## Leben und Wirken
Esser studierte an der Ruhr-Universität Bochum Wirtschaftswissenschaft und Politologie, mit Abschluss 2004 als Diplom-Ökonom. Es folgten Studienaufenthalte im Bereich Filmtheorie, Rhetorik (UC Berkeley, 2007), Geschichte, Philosophie und Mediävistik (University of Cambridge, Clare College 2009, 2010).
Er organisierte Kulturveranstaltungen, berät die FDP und ist Mitglied im FDP-Landesfachausschuss NRW Medien und Kultur und des Innovativkreises 2.0.
Esser publizierte als fester Autor auf dem Autorenblog Die Achse des Guten bis 2016 rund 30 Artikel, verließ diesen im Juli 2016 auf eigenen Wunsch. Seit 2016 schreibt er als Kolumnist für das Debattenmagazin The European und die Huffington Post über Politik, Gesellschaft und Wirtschaft. Für The European führt er außerdem Interviews, unter anderem mit Norbert Bolz, Herfried Münkler, Rüdiger Safranski, Hans-Werner Sinn, Michael Wolffsohn, Harald Martenstein, Bruno S. Frey und Hermann Parzinger. Zudem schreibt er für Börse am Sonntag und den Wirtschaftskurier. Außerdem ist er Autor bei Tabularasa von Stefan Groß sowie bisweilen für Klaus Kelles denken erwünscht.
Von 2013 bis 2016 leitete Esser die Literarische Gesellschaft Arnsberg. Von 2017 bis 2021 war er zweiter Vorsitzender des größten westfälischen Literaturvereins Christine-Koch-Gesellschaft (Literarische Gesellschaft Sauerland) mit Stephanie Schröter, in Nachfolge von Johann J. Claßen und Herbert Somplatzki. Im Verein Deutsche Sprache war er als 2. Vorsitzender für den Bereich Westfalen zuständig, trat im Jahr 2017 hiervon zurück. Außerdem organisiert er Diskursveranstaltungen mit Intellektuellen wie Hermann Parzinger und Matthias Hartmann.  Er lebt in Neheim.
Esser prägte in seinem 2019 erschienenen Buch Die große Klammer (Kulturverlag Kadmos) unter anderem den Begriff Neue Normalität.
Im selben Jahr 2019 gewann für das Verlagsprogramm im Rahmen der Frankfurter Buchmesse der Kulturverlag Kadmos und sein Verleger Wolfram Burckhardt den erstmals vergebenen Deutscher Verlagspreis.
Seit 2020 schreibt er Essays, Artikel und Streitschriften für verschiedene Ausgaben von Publikationsorganen von Kouneli Media, so im September 2020, August 2021, September 2024.
Ende Oktober 2023 erschien Essay „Polemik – ein philosophischer Beipackzettel“ (Kulturverlag Kadmos).
Am 16. Juni 2022 hat Esser einen ersten Piloten für sein neues Talkformat auf Massengeschmack-TV, Mit Esser, veröffentlicht. Aufgrund von Beschwerden, unter anderem seitens der Community, bezüglich des ersten Namens, wurde am 29. Juni 2022 in MG Direkt der neue Name ZeitGeist bestätigt. Seit dem 2. August 2022 erscheint sein neues Magazin im monatlichen Rhythmus. Zu seinen Gästen gehörten Andreas Sturm, Ahmad Mansour, Khola Maryam Hübsch, Peter Prange, Daniel Scheck oder Frank A. Meyer.
Seit März 2023 erscheinen seine Artikel auch bei Cicero, wo er im April 2023 die Titelstory hatte. Weiterhin schreibt er regelmäßig für Cicero Online.

## Veröffentlichungen
- Die große Klammer. Eine Theorie der Normalität. Kulturverlag Kadmos, Berlin 2019, ISBN 978-3-86599-419-6.[15]
- Polemik. Ein philosophischer Beipackzettel: Von American Psycho bis Žižek. Kulturverlag Kadmos, Berlin 2022, ISBN 978-3-86599-512-4.